# 小茂田理絵
小茂田 理絵（こもだ りえ、1966年1月10日 - ）は、日本の歌手。エピックソニーよりデビュー。

## 来歴
1987年、シングル「NEW」でエピックソニーよりデビュー。翌年以降、ライヴ活動を展開するが、1989年に活動休止。その後1990年に渡辺智子、渡辺芳子とのユニット"TAI"でシングル「気にすんなよ！」（フジテレビ系「ダンス・ダンス・ダンス」テーマ曲）をリリースしている。

## コンサート
1988年
1. 9月25日 新宿・NISSIN POWER STATION（小原慶子、他とのジョイント）

1989年
1. 2月19日 新宿・NISSIN POWER STATION（小原慶子、川島みきとのジョイント）
2. 3月17日 渋谷Egg Man
3. 4月18日 渋谷Egg Man（ジョイント）
4. 5月28日 渋谷Egg Man
5. 6月25日 渋谷Egg Man

## ディスコグラフィー

### シングル
- NEW（1987年7月22日発売、エピックソニー、07･SH-367）
  1. NEW （作詞：麻生圭子 / 作曲：羽場仁志 / 編曲：松下誠）
  2. Rose Mary Night （作詞：麻生圭子 / 作曲：都志見隆 / 編曲：松下誠）
- Flapper（1988年6月22日発売、エピックソニー、10･8H-3033）
  1. Flapper （作詞：神沢礼江 / 作曲：西村麻聡 / 編曲:松本晃彦）
  2. シャンパンBathからミッドナイトコール（作詞：康珍化 / 作曲：村上啓介 / 編曲：松本晃彦）
- LOVE HAPPY（1988年12月1日発売、エピックソニー、10･8H-3076）
  1. LOVE HAPPY （作詞：小茂田理絵・宮原芽映 / 作曲：村上啓介 / 編曲：松本晃彦）
  2. Velvet Rain（作詞：神沢礼江 / 作曲：西村麻聡 / 編曲：松本晃彦）
- Be The Star（1989年5月21日発売、エピックソニー、10･8H-3113）
  1. Be The Star （作詞：小茂田理絵・宮原芽映 / 作曲：原田真二 / 編曲：松本晃彦）
  2. BABY BABY （作詞：小茂田理絵・宮原芽映 / 作曲：大堀薫 / 編曲：松本晃彦）

### アルバム
- Flapper（1988年6月22日発売、エピックソニー、32･8H-5033、JAN：4988010314569）
  1. Flapper（作詞：神沢礼江 / 作曲：西村麻聡 / 編曲：松本晃彦）
  2. Dancing Pirates（作詞：康珍化 / 作曲：西村麻聡 / 編曲：松本晃彦）
  3. シャンパンBathからミッドナイトコール（作詞：康珍化 / 作曲：村上啓介 / 編曲：松本晃彦）
  4. Velvet Rain（作詞：神沢礼江 / 作曲：西村麻聡 / 編曲：松本晃彦）
  5. Brand New Woman（作詞：神沢礼江 / 作曲・編曲：松浦雅也）
  6. 永遠にやめない（作詞：平出善勝 / 作曲：村上啓介 / 編曲：松本晃彦）
  7. PICARESCA（作詞：平出善勝 / 作曲：西村麻聡 / 編曲：松本晃彦）
  8. Get the Super Chance（作詞：小茂田理絵 / 作曲・編曲：松浦雅也）
  9. ガールズマインド（作詞：小茂田理絵 / 作曲：西村麻聡 / 編曲：松本晃彦）

※タイトル曲「Flapper」は後にFENCE OF DEFENSEのアルバム「SPEED OF LOVE」（1993年）でセルフカバーされている。
参加ミュージシャン　ドラムス：江口信夫、山木秀夫、長谷部徹　ベース：有賀啓雄、美久月千晴　ギター：是永巧一、柴山和彦　キーボード：松本晃彦　マニピュレーター：大竹徹夫　コーラス：藤井宏一、富樫明生、西村麻聡、EVE
- LOVE HAPPY（1989年4月7日発売、エピックソニー 32･8H-5078）
  1. Be The Star （作詞：小茂田理絵・宮原芽映 / 作曲：原田真二 / 編曲：松本晃彦）
  2. ハロー! ボディ （作詞：宮原芽映 / 作曲：村上啓介 / 編曲：松本晃彦）
  3. LOVE HAPPY （作詞：小茂田理絵・宮原芽映 / 作曲：村上啓介 / 編曲：松本晃彦）
  4. ドーナツ･ガールズ （作詞：宮原芽映 / 作曲：崎谷健次郎 / 編曲：松本晃彦）
  5. I'm Not Angel （作詞：小茂田理絵・宮原芽映 / 作曲：小池ヒロミチ / 編曲：松本晃彦）
  6. BABY BABY （作詞：小茂田理絵・宮原芽映 / 作曲：大堀薫 / 編曲：松本晃彦）
  7. コンプレックス大好き （作詞：小茂田理絵 / 作曲：小池ヒロミチ / 編曲：松本晃彦）
  8. ショート･カット （作詞：宮原芽映 / 作曲：大堀薫 / 編曲：松本晃彦）
  9. 負ケズ嫌イ （作詞：宮原芽映 / 作曲：大堀薫 / 編曲：松本晃彦）

参加ミュージシャン　ドラムス：江口信夫　ベース：有賀啓雄　ギター：是永巧一、土方隆行　キーボード：松本晃彦　マニピュレーター：大竹徹夫、土岐幸男　コーラス：EVE、小池ヒロミチ、VALELY WALKER、PATRICICA MOORE、MIDNIGHT SLEEPY KIDS

## サウンドトラック
- 日本テレビ系テレビドラマ『主婦代行いたします』（出演：市毛良枝、研ナオコ、木内みどり、1987年7月～9月、全13回）主題歌 - 「NEW」